# Adam och Eva (Dürer)
Adam och Eva är en diptyk av den tyske renässanskonstnären Albrecht Dürer. De två oljemålningarna färdigställdes 1507 och ingår sedan 1827 i samlingarna på Pradomuseet i Madrid.
Dürer föddes i Nürnberg där han var bosatt större delen av sitt liv med undantag för ett antal resor till bland annat Italien och Nederländerna. Adam och Eva målades efter hemkomsten från hans andra italienska resa 1505–1507. De italienska influenserna märks bland annat i figurmåleriet vars färgsättning är dämpad. Kropparna framträder som upplysta av ett ljus framifrån som kontrasterar mot den mörka bakgrunden. Adam och Eva är märkbart smalare än i de gravyrer konstnären gjorde av samma motiv tre år tidigare (se bildgalleri). Tavlorna tillhör de större Dürer utförde – var och en är 209 cm hög och 81 cm bred – och porträtten som tar upp större delen av respektive bild är de första kända avbildningarna från Nordeuropa av en naken människokropp i naturlig storlek.  
Målningarna porträtterar Adam och Eva från Första Moseboken i Gamla testamentet. Eva står bredvid Kunskapens träd och håller i sin högra hand ett moget äpple. I Första Mosebok berättas om en talande orm som lurar de första människorna att äta kunskapens frukt, och på så sätt ger upphov till syndafallet. På den gren som Eva håller med sin högra hand hänger en liten tavla där konstnären signerat och daterat sitt verk: Alberto dürer almano / faciebat post virginis / partum - 1507 - / AD. Adam lutar sitt huvud mot Eva och sträcker ut fingrarna på sin högra hand på andra sidan, vilket skapar en känsla av balans.
Den tysk-romerske kejsaren Rudolf II förvarade tavlorna i Pragborgen till 1648 då svenska trupper plundrade staden och tog dem till Stockholm som krigsbyte i det så kallade pragrovet. År 1654 gavs de av drottning Kristina som gåva till Filip IV av Spanien.

## Bildgalleri

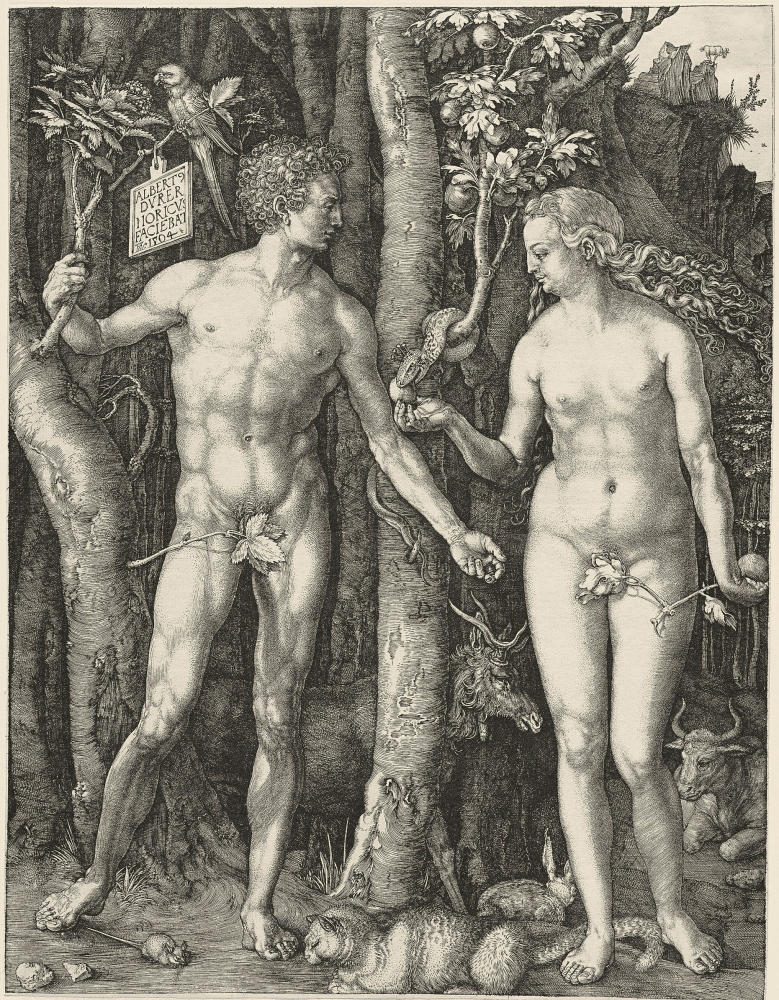
Dürer gjorde en gravyr med motivet Adam och Eva redan 1504.
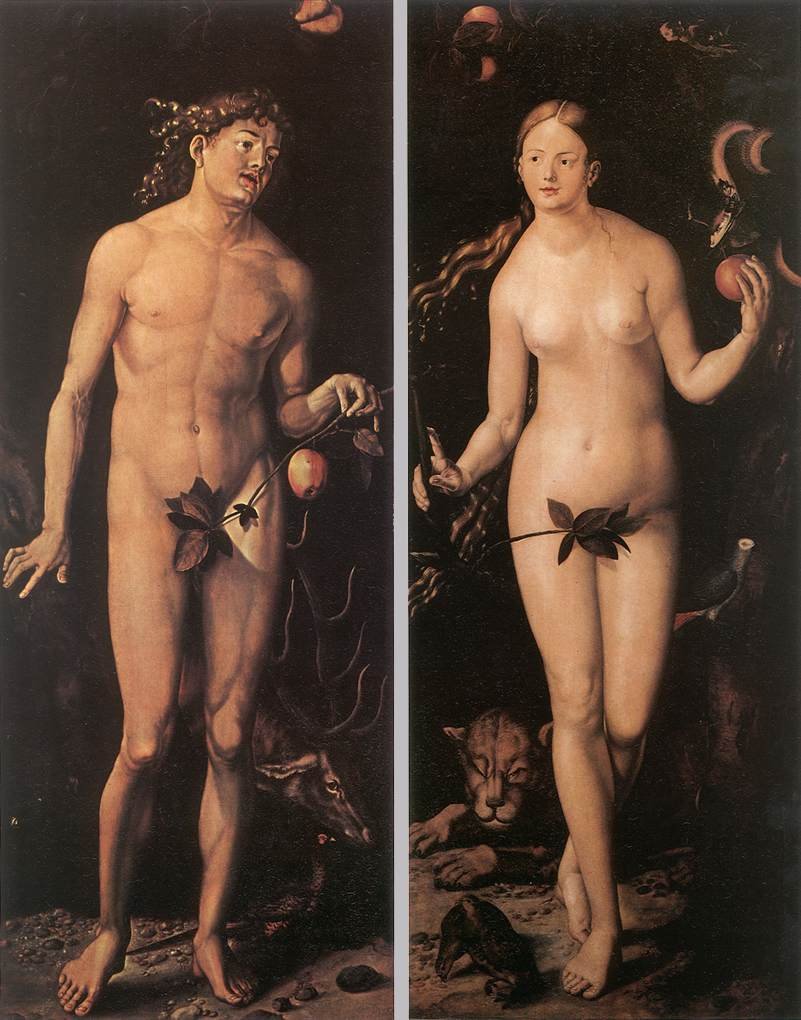
Kopia utförd av Dürers lärling Hans Baldung Grien 1507. Uffizierna (212 x 85 cm). Baldung målade Adam och Eva åter 1524 då han förhöll sig friare till Dürers original. Den tavlan är idag utställd på Konstmuseet, Budapest.
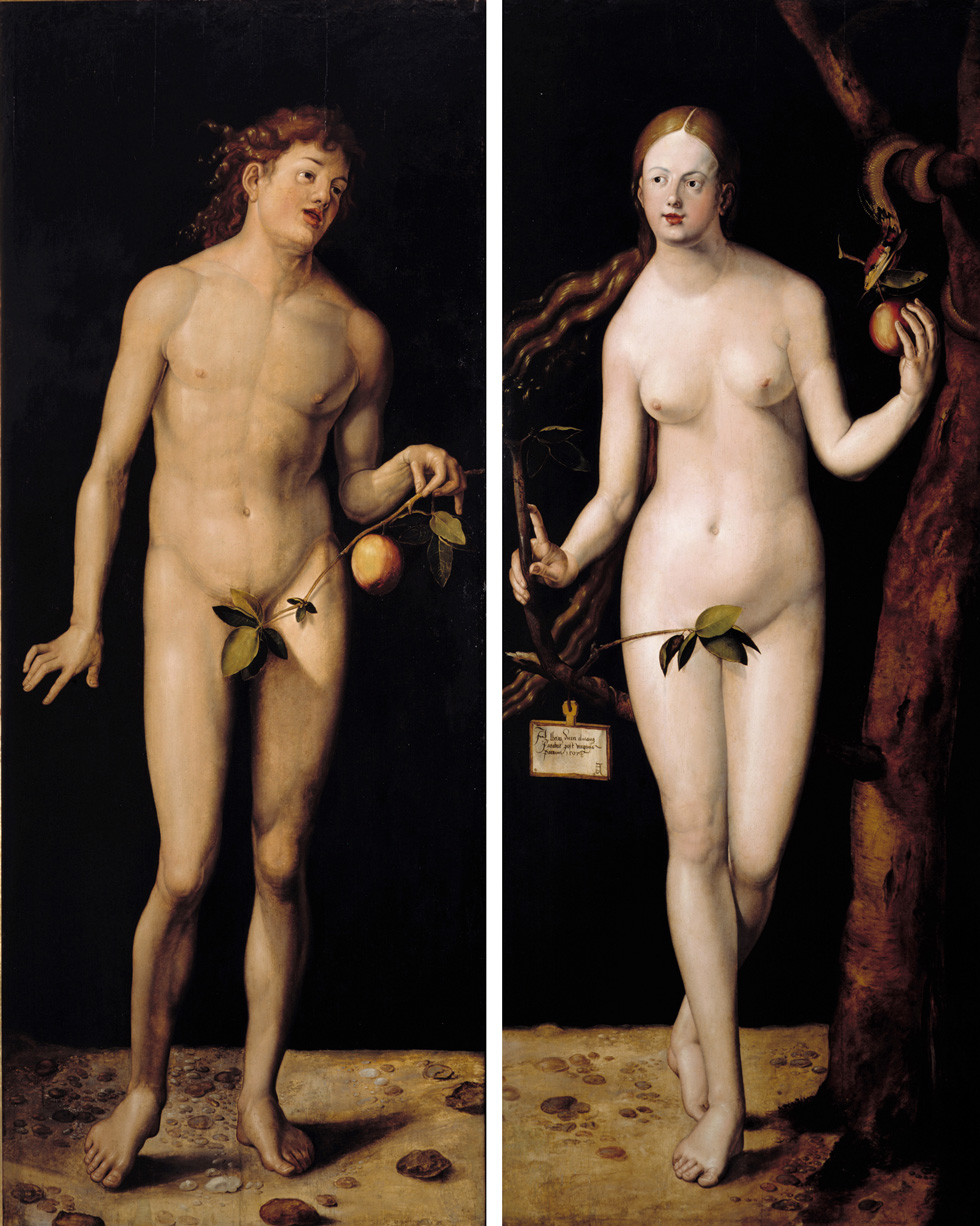
Kopia utförd i Dürers verkstad och idag förvarad på Landesmuseum Mainz i Hessen.
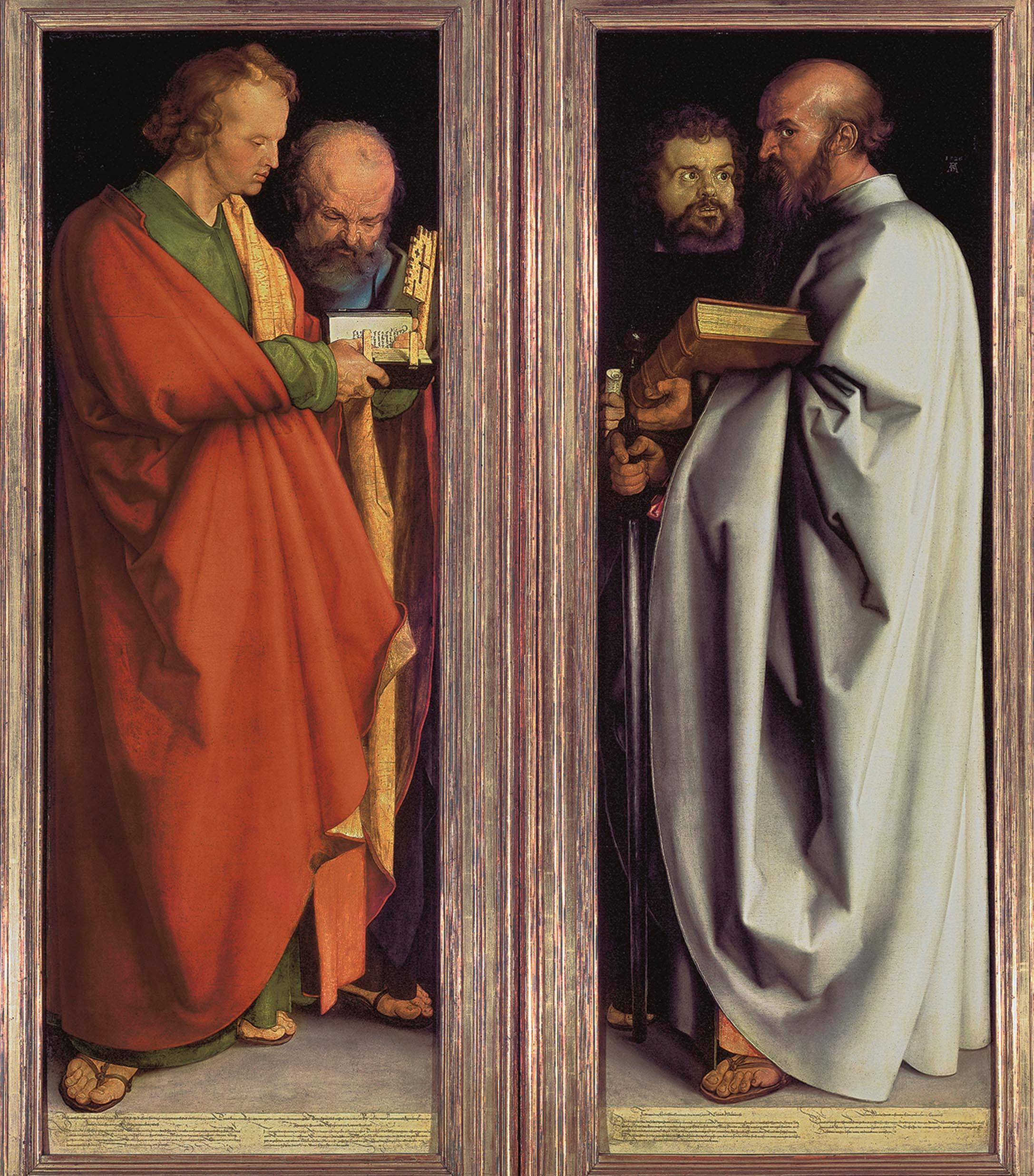
De fyra apostlarna från 1526. Även här målar Dürer en diptyk med porträtt mot en svart fond.
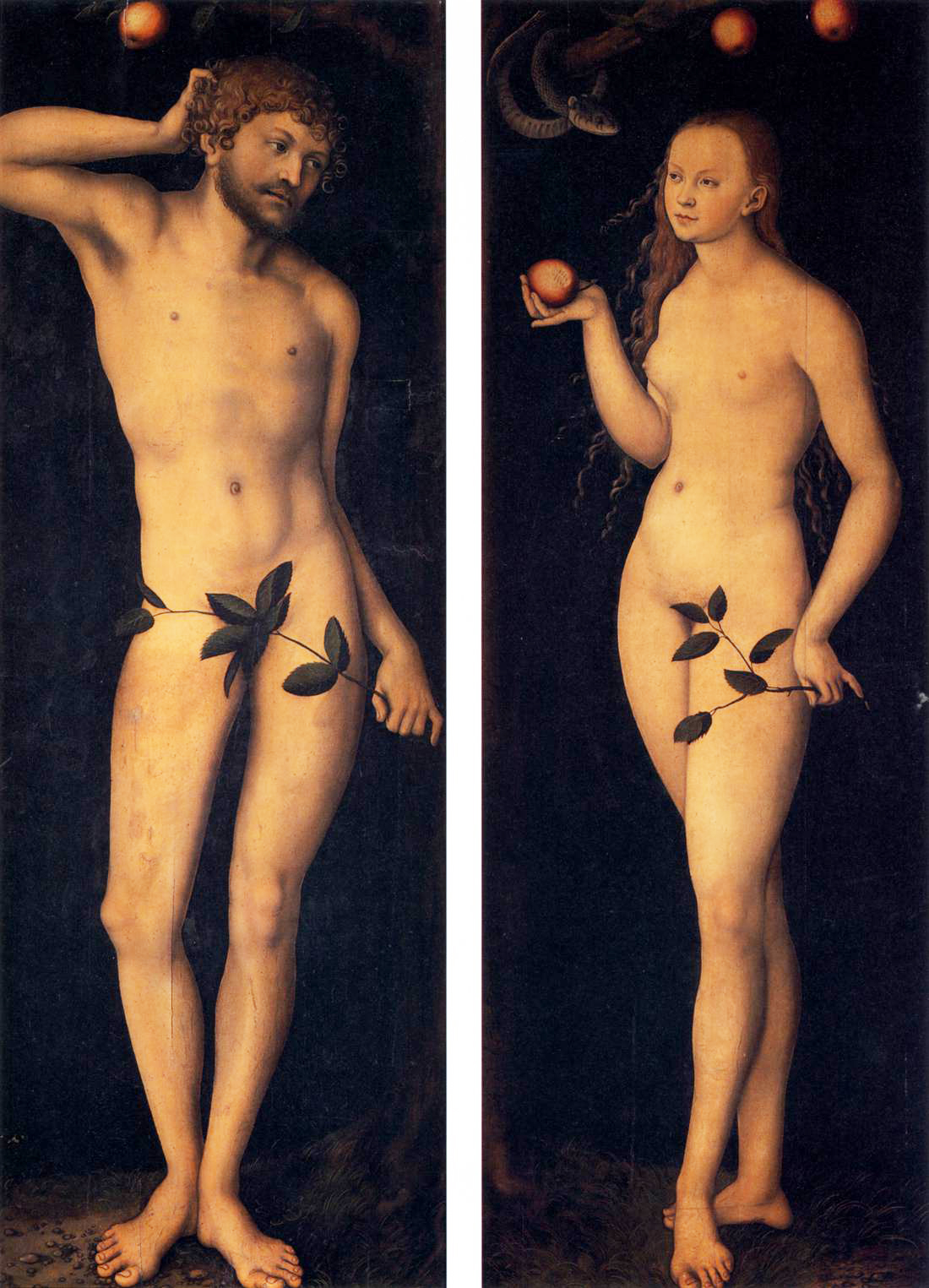
Landsmannen Lucas Cranach den äldre har tydligt tagit intryck av Dürer när han målade samma motiv 1528.